# Nogaye Lo Sylla
Nogaye Lo Sylla (Palma di Maiorca, 23 agosto 1996) è una cestista spagnola con cittadinanza senegalese.